# Miroslav Novák (politolog)
Miroslav Novák (* 22. prosince 1953 Praha) je český politolog, který patří ke generaci zakladatelů politologie jako vědy v Česku. V roce 2004 byl jmenován prvním profesorem politologie na Karlově univerzitě.

## Profesní kariéra
Podle vlastního vyjádření byl během normalizace přijat ke studiu oborů politická ekonomie – sociologie na Filozofické fakultě Univerzity Karlovy až po osobním přehodnocení rektora Bedřicha Švestky. Původní odmítnutí pramenilo z kádrových důvodů. Státnici složil v roce 1977. Stejný rok odešel do exilu. Ve švýcarském Lausanne podruhé absolvoval studium sociologie. V roce 1988 dosáhl na Ženevské univerzitě doktorát ze sociologie po obhájení dizertační práce o formách opozice v Československu a Sovětském svazu.
Po sametové revoluci se vrátil do Československa a od akademického roku 1990–1991 přednášel na – později pojmenovaném – Institutu politologických studií Fakulty sociálních věd Univerzity Karlovy, ačkoli původně zamýšlel nastoupit na sociologický institut. Na katedře politologie vyučuje politologii, komparativní politologii a problémy pluralitní demokracie.
Specializuje se na komparativní politickou sociologii, zejména na stranické systémy a typy demokracie. Publikoval odborné knihy ve francouzštině i v češtině, např. Strany a stranické systémy: Úvod do jejich srovnávacího studia či Mezi demokracií a totalitarismem, v níž se zabývá svým celoživotním tématem – dílem francouzského sociologa Raymonda Arona. Napsal učebnici Úvod do studia politiky, na jejíž tvorbě spolupracoval s týmem odborníků z různých akademických pracovišť (Miroslav Hroch, Dušan Hendrych, Jan Kysela, Milan Nakonečný, a další).
V současnosti[kdy?] vyučuje na AMBIS vysoké škole. Působil také jako odborný garant oboru politologie a mezinárodní vztahy vysoké školy CEVRO institut, o. p. s., na které byl v letech 2006–2009 rektorem. Dale působil na Academia Rerum Civilium - Vysoká škola politických a společenských věd.
Je členem redakčních rad časopisů Annuaire français des relations internationales (Paříž, Francie) a Revue internationale de Politique Comparée (Louvain-la-Neuve, Belgie).